# Luke Evangelista
Luke Evangelista, född 21 februari 2002, är en kanadensisk professionell ishockeyforward som är kontrakterad till Nashville Predators i National Hockey League (NHL) och spelar för Milwaukee Admirals i American Hockey League (AHL).
Han har tidigare spelat för Chicago Wolves i AHL och London Knights i Ontario Hockey League (OHL).
Evangelista draftades av Nashville Predators i andra rundan i 2020 års draft som 42:a spelare totalt.
Han är syssling till Brendan Shanahan.

## Statistik
| 2017–2018  | Oakville Rangers    | SCTA       | 36  | 39 | 51 | 90  | 30 | — | — | — | — | — |
| 2018–2019  | London Knights      | OHL        | 27  | 0  | 2  | 2   | 4  | — | — | — | — | — |
| 2019–2020  | London Knights      | OHL        | 62  | 23 | 38 | 61  | 12 | — | — | — | — | — |
| 2020–2021  | Chicago Wolves      | AHL        | 14  | 0  | 4  | 4   | 4  | — | — | — | — | — |
| 2021–2022  | London Knights      | OHL        | 62  | 55 | 56 | 111 | 48 | 7 | 2 | 4 | 6 | 0 |
| 2022–2023  | Nashville Predators | NHL        | 1   | 0  | 0  | 0   | 0  | — | — | — | — | — |
|            | Milwaukee Admirals  | AHL        | 49  | 9  | 32 | 41  | 18 | — | — | — | — | — |
| NHL totalt | NHL totalt          | NHL totalt | 1   | 0  | 0  | 0   | 0  | — | — | — | — | — |
| AHL totalt | AHL totalt          | AHL totalt | 63  | 9  | 36 | 45  | 22 | — | — | — | — | — |
| OHL totalt | OHL totalt          | OHL totalt | 151 | 78 | 96 | 174 | 64 | 7 | 2 | 4 | 6 | 0 |